# Abbott i Costello spotykają Kapitana Kidda
Abbott i Costello spotykają Kapitana Kidda – komedia amerykańska z 1952 roku w reż. Charlesa Lamonta z popularnego cyklu przygód Abbota i Costella. Film, jak wiele innych filmów z udziałem tej pary komików jest parodią filmów związanych z tematem piratów morskich.

## Fabuła
Para komików występujących tym razem jako Oliver (Costello) i Rocky (Abbott) pracuje w pirackiej tawernie Pod Trupią Czaszką. Pewnego dnia przychodzi im obsługiwać słynnego pirata – kpt. Kidda i kobietę-pirata kpt. Bonney, którzy właśnie omawiają swoje interesy. Nieopatrznie przyjaciele wchodzą w posiadanie będącej własnością Kidda mapy z Wyspą Czaszki na której ukryty jest olbrzymi skarb. Kidd, gdy orientuje się w sytuacji, wypływając po skarb, zwabia na swój okręt Oliviera i Rocky’ego z zamiarem odzyskania mapy. Mapa zostaje jednak w tym czasie zamieniona z listem miłosnym pewnej przygodnie poznanej przez obydwu bohaterów lady Jane i to właśnie on trafia w ręce Kidda. Po wielu zabawnych pomyłkach Kidd w końcu odzyskuje mapę i odnajduje ukryty skarb. Postanawia jednak „wykolegowć” wspólniczkę (kpt. Bonnie) i pozbyć się dwóch zbędnych marynarzy – wydaje po kryjomu polecenie ich zabicia. Sprytna kpt. Bonney jest jednak szybsza, załatwia ludzi Kidda i proponuje współpracę Abbottowi i Costello celem odzyskania skarbu. Dwóm fajtłapom, zupełnie przez przypadek, całe przedsięwzięcie się udaje – odzyskują skarb i biorą do niewoli kpt. Kidda.

## Role
- Bud Abbott jako Rocky
- Lou Costello jako Oliver
- Charles Laughton jako kpt. Kidd
- Hillary Brooke jako kpt. Bonney
- Fran Warren jako lady Jane